# Miguel Bernardeau
Miguel Bernardeau Duato (València, 12 de desembre de 1996) és un actor espanyol, conegut pel seu paper de Guzmán a la sèrie de Netflix Élite.

## Trajectòria
Fill de l'actriu Ana Duato i del productor Miguel Ángel Bernardeau, de petit ja volia ser actor i va estudiar art dramàtic als Estats Units i va entrar a l'American Academy of Dramatics Arts. De tornada a Espanya va iniciar la seva carrera professional en el món de la interpretació a la sèrie Cuéntame cómo pasó, protagonitzada per la seva mare i produïda pel seu pare, interpretant un soldat en una petita aparició el 2016.
El 2017 va fer el seu debut cinematogràfic amb la pel·lícula Es por tu bien, que es va estrenar el mes de febrer i on interpreta un jove a qui el seu futur sogre (Javier Cámara) fa la vida impossible. Aquell mateix any també va interpretar Toni al thriller interactiu Inhibidos, que explica la història d'un grup de joves que passen un cap de setmana en una casa rural que descobreixen que els han segrestat.
El 2018, va interpretar Isaac a la sèrie Sabuesos. Posteriorment va treballar a Ola de crímenes, una comèdia dirigida per Gracia Querejeta i en la qual va interpretar l'amor adolescent de Maribel Verdú i on també hi vanparticipar Juana Acosta i Paula Echevarría. Aquell mateix any va començar a estudiar comunicació audiovisual a la Universitat CEU San Pablo de Madrid.
Posteriorment, es va incorporar al repartiment de la sèrie de Netflix Élite, en la qual interpreta Guzmán, un noi adolescent de família adinerada al qual li canviarà la vida l'arribada de tres becats a Las Encinas, institut privat en el qual estudia. Va actuar en les tres primeres temporades de la sèrie.
El 2019 apareix a la sèrie de Telecinco Caronte, on va interpretar-hi un personatge al primer capítol.
El juliol de 2020 es va fer públic que interpretaria el protagonista de la sèrie Playa negra, un drama ambientat a Lanzarote (Canàries). Hi interpretarà Hugo, un nouvingut que busca l'home que creu que és el seu pare i que es fa amic d'un grup que busca destacar al competitiu món del surf de l'illa.

## Filmografia

### Cinema
| Any  | Títol           | Rol                  | Director/a       |
| ---- | --------------- | -------------------- | ---------------- |
| 2017 | Es por tu bien  | Dani                 | Carlos Therón    |
| 2018 | Ola de crímenes | Julen                | Gracia Querejeta |
| 2021 | Josefina        | Sergio López Mirador | Javier Marco     |

### Televisió
| Any       | Títol                   | Rol                 | Cadena             | Notes                              |
| --------- | ----------------------- | ------------------- | ------------------ | ---------------------------------- |
| 2016      | Cuéntame cómo pasó      | Alpuente            | La 1               | 1 episodi                          |
| 2017      | Inhibidos               | Toni                | Playz              | 7 episodis                         |
| 2018      | Sabuesos                | Isaac               | La 1               | 8 episodis                         |
| 2018–2021 | Élite                   | Guzmán Nunier Osuna | Netflix            | Repartiment principal, 32 episodis |
| 2020      | Caronte                 | Javier Sáez Fragua  | Telecinco          | 1 episodi                          |
| 2021      | Élite: historias breves | Guzmán Nunier Osuna | Netflix            | 6 episodis                         |
| 2021      | Todo lo otro            | Iñaki               | HBO Max            | 6 episodis                         |
| 2021      | Playa Negra             | Hugo                |                    | Repartiment principal, 8 episodis  |
| 2022      | 1899                    | Per anunciar        | Netflix            | Postproducció                      |
| 2022      | La última               | Diego               | Disney+            | Postproducció                      |
| 2023      | Zorro                   | Diego de la Vega    | Amazon Prime Video | Preproducció                       |

## Vida personal
Té una germana, Maria, que també va actuar a Cuéntame cómo pasó. El juny de 2020 la seva mare va ser acusada i duta a judici per frau comès evadint impostos per ingressos de la sèrie Cuéntame cómo pasó, on li demanen una pena de 32 anys de presó.
Té una relació amb la cantant Aitana Ocaña des de la primavera de 2019.
Parla castellà i anglès. Li agrada el surf i és ballarí acrobàtic.